# Elettrodo di prima specie
Un elettrodo di prima specie è una semipila costituita da un metallo immerso nella soluzione di un suo sale. La sua rappresentazione è:
M(s) | Mn+(aq)
cui corrisponde la semireazione:
Mn+(aq) + n e- --> M(s)
e l'equazione di Nernst:
{\displaystyle E=E^{o}+{\frac {RT}{nF}}\ln {a_{M^{n+}}}}
che in condizioni standard e per soluzioni non troppo concentrate si può semplificare come:
{\displaystyle E=E^{o}+{\frac {0,05916}{n}}\log {[M^{n+}]}}
dove:
- n è il numero di elettroni scambiati nella reazione di ossidoriduzione;
- E° è il potenziale standard di riduzione della coppia redox Mn+(aq)/M(s).

In questa classe rientrano anche quegli elettrodi nei quali le specie chimiche ossidata o ridotta sono gas. In questo caso l'elettrodo è costituito da un conduttore inerte (Pt, grafite o altro) in contatto fisico sia con il gas che con la soluzione. Esempio classico di semipila con la specie ridotta gassosa è l'elettrodo standard ad idrogeno (SHE, Standard Hydrogen Electrode).